# Joshua Eagle
Joshua Andrew Eagle (ur. 10 maja 1973 w Toowoomba) – australijski tenisista.
Jest mężem austriackiej tenisistki, Barbary Schett. Mają syna – Noaha – urodzonego w 2009 roku.

## Kariera tenisowa
Odnosił sukcesy w kategoriach juniorskich, w 1990 zajmując 10. miejsce na świecie w rankingu juniorów i dochodząc do półfinału Wimbledonu, a rok później wygrywając juniorskie Australian Open i mistrzostwa Włoch w parze z Grantem Doyle.
Jako zawodowy tenisista Eagle występował w latach 1992–2004.
W grze pojedynczej nie udało mu się powtórzyć osiągnięć z rywalizacji juniorskiej. Najwyżej został sklasyfikowany w lutym 1994 roku na miejscu 219. w rankingu światowym. Dwa razy wystąpił jako singlista w Wielkim Szlemie, oba mecze przegrywając – w 1 rundzie Australian Open 1994 z liderem rankingu światowego Pete’em Samprasem oraz w 1 rundzie French Open w tymże roku z Marcelo Ríosem.
Sukcesy Eagle odnosił w grze podwójnej. W kwietniu 2001 roku klasyfikowany był na 11. miejscu rankingu światowego, wygrał łącznie 5 turniejów rangi ATP World Tour i doszedł do dalszych 19 finałów. W 1995 roku pierwszy finał ATP World Tour osiągnął w Seulu, mając za partnera Andrew Florenta. Z tym tenisistą tworzył udany duet, który w ciągu kilku lat dołączył do czołówki światowej – wygrali turniej w Adelaide (1998), byli też łącznie w 8 przegranych finałach, w tym imprez z cyklu ATP Masters Series w Monte Carlo (2001) i Toronto (2000). Dwukrotnie też wystąpili w deblowym Tennis Masters Cup – w 1998 roku w swoim jedynym meczu pokonując Marka Knowlesa i Daniela Nestora (jako rezerwowi zastąpili w turnieju Leandera Paesa i Mahesha Bhupathiego), a 2 lata później odpadając z 1 zwycięstwem i 2 porażkami po rozgrywkach grupowych. Eagle również w parze z Florentem był 3 razy w wielkoszlemowych ćwierćfinałach – na French Open 1997 oraz w Australian Open 2000 i 2001. W 1996 roku Eagle i Florent wyeliminowali z mistrzostw Australii najwyżej rozstawionych Todda Woodbridge i Marka Woodforde, ale już w 2 rundzie ulegli późniejszym triumfatorom Petrowi Kordzie i Stefanowi Edbergowi.
W grze mieszanej Australijczyk osiągnął finał Australian Open z 2001 roku. Wspólnie z Barbarą Schett w decydującym meczu nie sprostali parze Corina Morariu i Ellis Ferreira.
W latach 1997–1998 był członkiem Rady Zawodników ATP.

### Finały w turniejach ATP World Tour
| Legenda                                      |
| -------------------------------------------- |
| Wielki Szlem                                 |
| Igrzyska olimpijskie                         |
| Tennis Masters Cup / ATP Finals              |
| ATP Masters Series / ATP Tour Masters 1000   |
| ATP International Series Gold / ATP Tour 500 |
| ATP International Series / ATP Tour 250      |

#### Gra mieszana (0–1)
| Końcowy wynik | Nr | Data             | Turniej                    | Nawierzchnia | Partnerka      | Przeciwnicy                   | Wynik finału |
| ------------- | -- | ---------------- | -------------------------- | ------------ | -------------- | ----------------------------- | ------------ |
| Finalista     | 1. | 28 stycznia 2001 | Australian Open, Melbourne | Twarda       | Barbara Schett | Corina Morariu Ellis Ferreira | 1:6, 3:6     |

#### Gra podwójna (5–19)
| Końcowy wynik | Nr  | Data                 | Turniej          | Nawierzchnia    | Partner          | Przeciwnicy                        | Wynik finału        |
| ------------- | --- | -------------------- | ---------------- | --------------- | ---------------- | ---------------------------------- | ------------------- |
| Finalista     | 1.  | 30 kwietnia 1995     | Seul             | Twarda          | Andrew Florent   | Sébastien Lareau Jeff Tarango      | 3:6, 2:6            |
| Finalista     | 2.  | 16 czerwca 1996      | Porto            | Ceglana         | Andrew Florent   | Emanuel Couto Bernardo Mota        | 6:4, 4:6, 4:6       |
| Finalista     | 3.  | 14 lipca 1996        | Båstad           | Ceglana         | Peter Nyborg     | David Ekerot Jeff Tarango          | 4:6, 6:3, 4:6       |
| Zwycięzca     | 1.  | 11 stycznia 1998     | Adelaide         | Twarda          | Andrew Florent   | Ellis Ferreira Rick Leach          | 6:4, 6:7, 6:3       |
| Finalista     | 4.  | 3 maja 1998          | Monachium        | Ceglana         | Andrew Florent   | Todd Woodbridge Mark Woodforde     | 0:6, 3:6            |
| Finalista     | 5.  | 21 czerwca 1998      | ’s-Hertogenbosch | Trawiasta       | Andrew Florent   | Guillaume Raoux Jan Siemerink      | 6:7(5), 2:6         |
| Finalista     | 6.  | 26 lipca 1998        | Stuttgart        | Ceglana         | Jim Grabb        | Olivier Delaître Fabrice Santoro   | 1:6, 6:3, 3:6       |
| Finalista     | 7.  | 2 sierpnia 1998      | Kitzbühel        | Ceglana         | Andrew Kratzmann | Tom Kempers Daniel Orsanic         | 3:6, 4:6            |
| Finalista     | 8.  | 5 marca 2000         | Delray Beach     | Twarda          | Andrew Florent   | Brian MacPhie Nenad Zimonjić       | 5:7, 4:6            |
| Finalista     | 9.  | 16 kwietnia 2000     | Estoril          | Ceglana         | David Adams      | Donald Johnson Piet Norval         | 4:6, 5:7            |
| Finalista     | 10. | 30 lipca 2000        | Kitzbühel        | Ceglana         | Andrew Florent   | Pablo Albano Cyril Suk             | 3:6, 6:3, 3:6       |
| Finalista     | 11. | 6 sierpnia 2000      | Toronto          | Twarda          | Andrew Florent   | Sébastien Lareau Daniel Nestor     | 3:6, 6:7(3)         |
| Zwycięzca     | 2.  | 4 marca 2001         | Dubaj            | Twarda          | Sandon Stolle    | Daniel Nestor Nenad Zimonjić       | 6:4, 6:4            |
| Finalista     | 12. | 22 kwietnia 2001     | Monte Carlo      | Ceglana         | Andrew Florent   | Jonas Björkman Todd Woodbridge     | 6:3, 4:6, 2:6       |
| Finalista     | 13. | 13 stycznia 2002     | Sydney           | Twarda          | Sandon Stolle    | Donald Johnson Jared Palmer        | 4:6, 4:6            |
| Finalista     | 14. | 3 marca 2002         | Dubaj            | Twarda          | Sandon Stolle    | Mark Knowles Daniel Nestor         | 6:3, 3:6, 11–13     |
| Zwycięzca     | 3.  | 14 lipca 2002        | Gstaad           | Ceglana         | David Rikl       | Massimo Bertolini Cristian Brandi  | 7:6(5), 6:4         |
| Zwycięzca     | 4.  | 21 lipca 2002        | Stuttgart        | Ceglana         | David Rikl       | David Adams Gastón Etlis           | 6:3, 6:4            |
| Finalista     | 15. | 6 października 2002  | Moskwa           | Dywanowa (hala) | Sandon Stolle    | Roger Federer Maks Mirny           | 4:6, 6:7(0)         |
| Zwycięzca     | 5.  | 13 października 2002 | Wiedeń           | Twarda (hala)   | Sandon Stolle    | Jiří Novák Radek Štěpánek          | 6:4, 6:3            |
| Finalista     | 16. | 12 stycznia 2003     | Sydney           | Twarda          | Mahesh Bhupathi  | Paul Hanley Nathan Healey          | 6:7(3), 4:6         |
| Finalista     | 17. | 4 maja 2003          | Monachium        | Ceglana         | Jared Palmer     | Wayne Black Kevin Ullyett          | 3:6, 5:7            |
| Finalista     | 18. | 22 czerwca 2003      | Nottingham       | Trawiasta       | Jared Palmer     | Bob Bryan Mike Bryan               | 6:7(3), 6:4, 6:7(4) |
| Finalista     | 19. | 3 sierpnia 2003      | Los Angeles      | Twarda          | Sjeng Schalken   | Jan-Michael Gambill Travis Parrott | 4:6, 6:3, 5:7       |